# Diva (film)
Diva is een Franse thriller uit 1981 onder regie van Jean-Jacques Beineix. Het verhaal is gebaseerd op de gelijknamige roman van Daniel Odier.
De film werd bekroond met vier Césars en heeft tegenwoordig de status van cultfilm.

## Verhaal
Door een vreemde samenloop van omstandigheden krijgt Jules, een grote fan van operazangeres Cynthia Hawkins, de maffia achter zich aan.

## Rolverdeling
| Acteur                | Personage       |
| --------------------- | --------------- |
| Frédéric Andréi       | Jules           |
| Wilhelmenia Fernandez | Cynthia Hawkins |
| Roland Bertin         | Simon Weinstadt |
| Richard Bohringer     | Gorodish        |
| Chantal Deruaz        | Nadia           |
| Gérard Darmon         | L' Antillais    |
| Jacques Fabbri        | Jean Saporta    |

## Prijzen en nominaties
De belangrijkste:
| Jaar | Prijs        | Categorie               | Genomineerde(n)         | Uitslag     |
| ---- | ------------ | ----------------------- | ----------------------- | ----------- |
| 1982 | César        | Beste debuutfilm        | Jean-Jacques Beineix    | Gewonnen    |
| 1982 | César        | Beste filmmuziek        | Vladimir Cosma          | Gewonnen    |
| 1982 | César        | Beste cinematografie    | Philippe Rousselot      | Gewonnen    |
| 1982 | César        | Beste geluid            | Jean-Pierre Ruh         | Gewonnen    |
| 1982 | César        | Beste decor             | Hilton McConnico        | Genomineerd |
| 1983 | BAFTA Awards | Beste anderstalige film | Beste anderstalige film | Genomineerd |